# Глотов, Иван Михайлович
Иван Михайлович Глотов (1924 — 1990) — мотоциклист 10-го отдельного гвардейского мотоциклетного батальона 3-го гвардейского танкового корпуса, 5-й гвардейской танковой армии, 3-го Белорусского фронта, гвардии младший сержант.

## Биография
Родился 23 ноября 1924 года в селе Новоалександровка (ныне — Старошайговского района Мордовии) в крестьянской семье. Русский. Член ВКП/КПСС с мая 1945 года. Окончил 7 классов. Работал шофёром на заводе дубильных экстрактов в селе Наруксово Починковского района ныне Нижегородской области.
В Красной Армии с 1942 года. В боях Великой Отечественной войны с августа 1943 года.
Мотоциклист 10-го отдельного гвардейского мотоциклетного батальона (3-го гвардейского танкового корпуса, 5-й гвардейской танковой армии, 3-го Белорусского фронта) гвардии младший сержант Иван Глотов 27—28 июня 1944 года в районе города Толочин Витебской области Белоруссии, искусно маневрируя, неоднократно прорывался на мотоцикле в боевые порядки отступающего противника, вывел из строя два вражеских пулемёта и свыше десяти солдат. Приказом от 25 июля 1944 года «за образцовое выполнение заданий командования в боях с немецко-фашистскими захватчиками» гвардии младший сержант Глотов Иван Михайлович награждён орденом Славы 3-й степени.
9 октября 1944 года Иван Глотов в бою у населённых пунктов Рагавышке, Кумпоны, близ города Мемель, ныне город Клайпеда вместе с тремя другими мотоциклистами зашёл во фланг обороны противника и внезапным налётом уничтожил пулемёт и около десяти вражеских солдат и офицеров. Приказом от 10 февраля 1945 года «за образцовое выполнение заданий командования в боях с немецко-фашистскими захватчиками» гвардии младший сержант Глотов Иван Михайлович награждён орденом Славы 2-й степени.
8 февраля 1945 года, действуя в составе группы, Иван Глотов одним из первых ворвался в населённый пункт Штольпмюнде, расположенный в 18-и километрах северо-западнее города Штольп в Восточной Пруссии, ныне город Слупск, внеся панику в ряды врага. Был захвачен в плен комендант города, истреблено до взвода гитлеровцев. Приказом от 26 марта 1945 года гвардии младший сержант Глотов Иван Михайлович был награждён орденом Славы 3-й степени повторно.
В 1947 году демобилизован. Указом Президиума Верховного Совета СССР от 20 декабря 1951 года «за образцовое выполнение заданий командования в боях с немецко-фашистскими захватчиками» Глотов Иван Михайлович перенаграждён орденом Славы 1-й степени, став полным кавалером ордена Славы.
Жил в посёлке Коммунар Починковского района Нижегородской области. Работал стрелочником на железной дороге. Скончался 4 мая 1990 года. Похоронен на кладбище поселка Коммунар.

## Награды
Награждён орденом Отечественной войны 1-й степени, орденами Славы 1-й, 2-й и 3-й степени, медалями.